# The Monsterican Dream
The Monsterican Dream — второй альбом группы Lordi, вышедший в 2004 году. Альбом отличался более тяжелым звуком чем предыдущий, и более мрачными темами в лирике.

## Список композиций
1. «Threatical Trailer» — 1:09
2. «Bring It On (The Raging Hounds Return)» — 4:35
3. «Blood Red Sandman» — 4:03
4. «My Heaven Is Your Hell» — 3:41
5. «Pet the Destroyer» — 3:50
6. «The Children of the Night» — 3:44
7. «Wake the Snake» — 3:46
8. «Shotgun Divorce» — 4:42
9. «Forsaken Fashion Dolls» — 3:43
10. «Haunted Town» — 3:13
11. «Fire in the Hole» — 3:27
12. «Magistra Nocte» — 1:33
13. «Kalmageddon» — 4:33
14. «Blood Red Sandman» (bonus video track)

## Синглы
1. «My Heaven Is Your Hell»
2. «Blood Red Sandman»

## Участники записи
- Mr. Lordi — вокал
- Amen — гитара, бэк-вокал
- Kalma — бас-гитара, бэк-вокал
- Enary — клавишные, бэк-вокал
- Kita — ударные, бэк-вокал
- Слова: Mr Lordi 1-4, 6-8,11. Mr Lordi & Kita 5,10. Mr Lordi & Amen 9.   Mr Lordi & Kalma 13
- Музыка: Mr Lordi 2-4,6-8,11. Kita 5,10. Mr Lordi & Amen 9 Enary 12. Mr Lordi, Kalma & P.K. Hell 13